# Азербайджанский государственный театр пантомимы
Азербайджанский Государственный Театр Пантомимы (азерб. Azərbaycan Dövlət Pantomim Teatrı) — первый театр пантомимы в истории театрального искусства Азербайджана.

## История
16 мая 1994 года был создан Государственный Театр пантомимы в качестве Театра-студии пантомимы «Сборище сумасшедших» и осуществлял деятельность при Театре юного зрителя. Главным режиссёром театра является Бахтияр Ханизаде. Он тесно сотрудничал со студентами Азербайджанского государственного университета культуры и искусств и выбрал из них тех, которых он считал подходящими для создания пионерской театральной студии в Азербайджане. В 2000 году театр-студия «Сборище сумасшедших» получил статус государственного театра.
Объясняя происхождение названия театра, Ханизаде вспоминал: "Так называлась наша труппа, принимавшая участие в первом фестивале пантомимы. Откуда такое название? От сумасшедших никто не ждет серьезных поступков, но порой они оказываются мудрее и честнее самых умных и образованных людей. И, кстати, во все времена практически всех гениев считали сумасшедшими до того момента, как их изобретения действительно начинали работать. Это не редкость. Мне кажется, что гениальность и сумасшествие связаны между собой".
До 2005 года театр базировался в здании Театра юных зрителей. Занимаемое ныне театром здание в 1911—1930 годы служило Молитвенным домом баптистов, пока не было конфисковано и передано популярному впоследствии кинотеатру «Шафаг».
В 2009 году труппа театра гастролировала в 12 странах. В их репертуар входили 24 пьесы как местных, так и зарубежных драматургов.

## Спектакли
- «Бедствие и человек» (Бахтияр Ханизаде)
- «Маска» (Заур Зейналов)
- «Маленький принц» (Антуан де Сент-Экзюпери)
- «Мангурт» (по мотивам произведения Чингиза Айтматова)
- «Трагедия и человек» (детский спектакль) (Бахруз Ахмедли)
- «Не забудем» (Бахтияр Ханизаде)
- «Я и я» (Джейхун Дадашов)
- «Тыг-тыг» (детский спектакль) (Абдулла Шаиг)
- «Ора-бура» (Бахруз Ахмедли)
- «Катарсис» (Наргиля Гурбанова, Джейхун Дадашов)
- «Трагедия и человек» (Бахруз Ахмедли)
- «Дели Домрул» (по мотивам дастана "Китаби Деде Горгуд" )
- «Ромео и Джульетта» (Уильям Шекспир)[5]

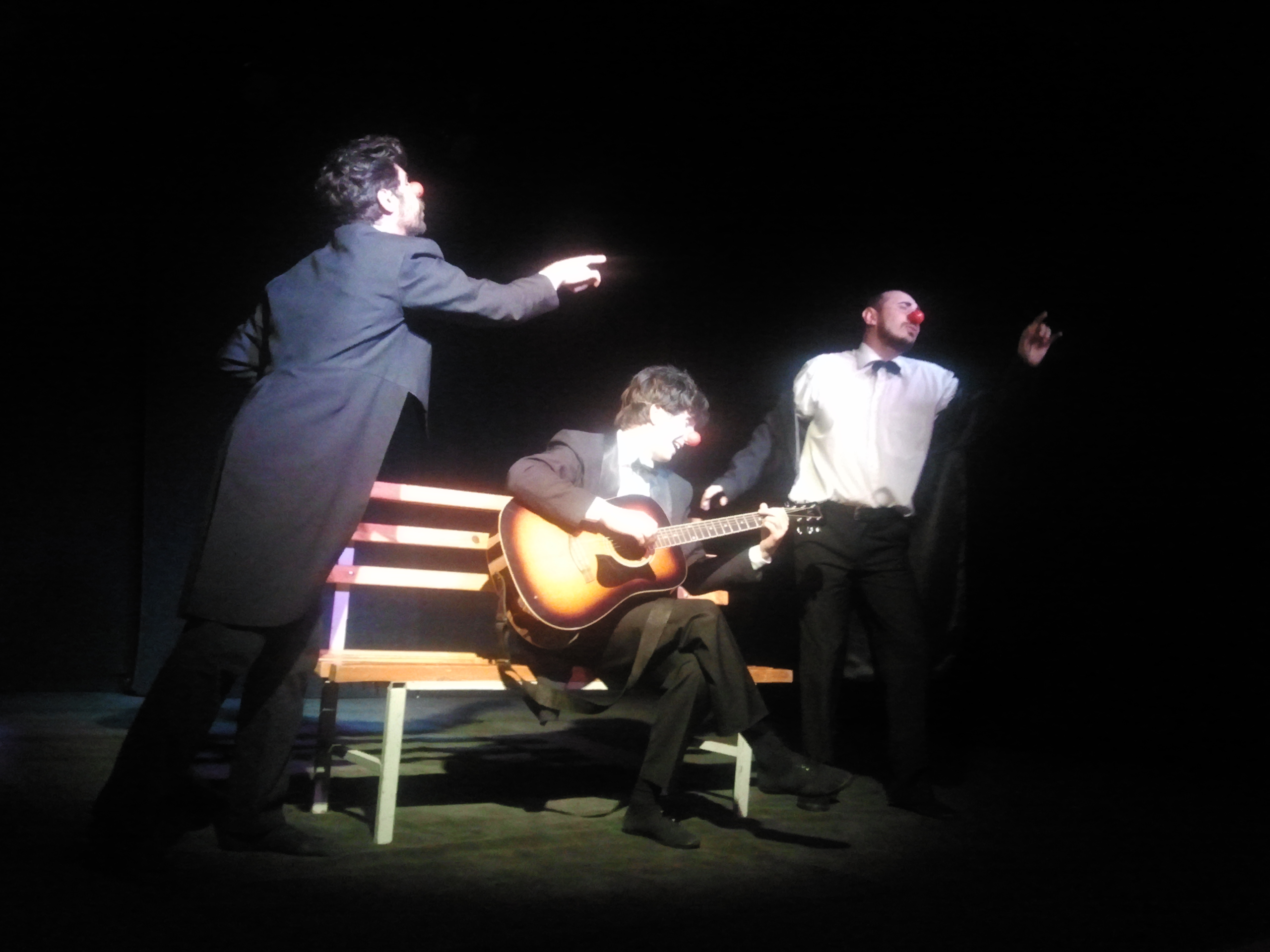
Букет из Пантомимы. Режиссер: Бахтияр Ханизаде
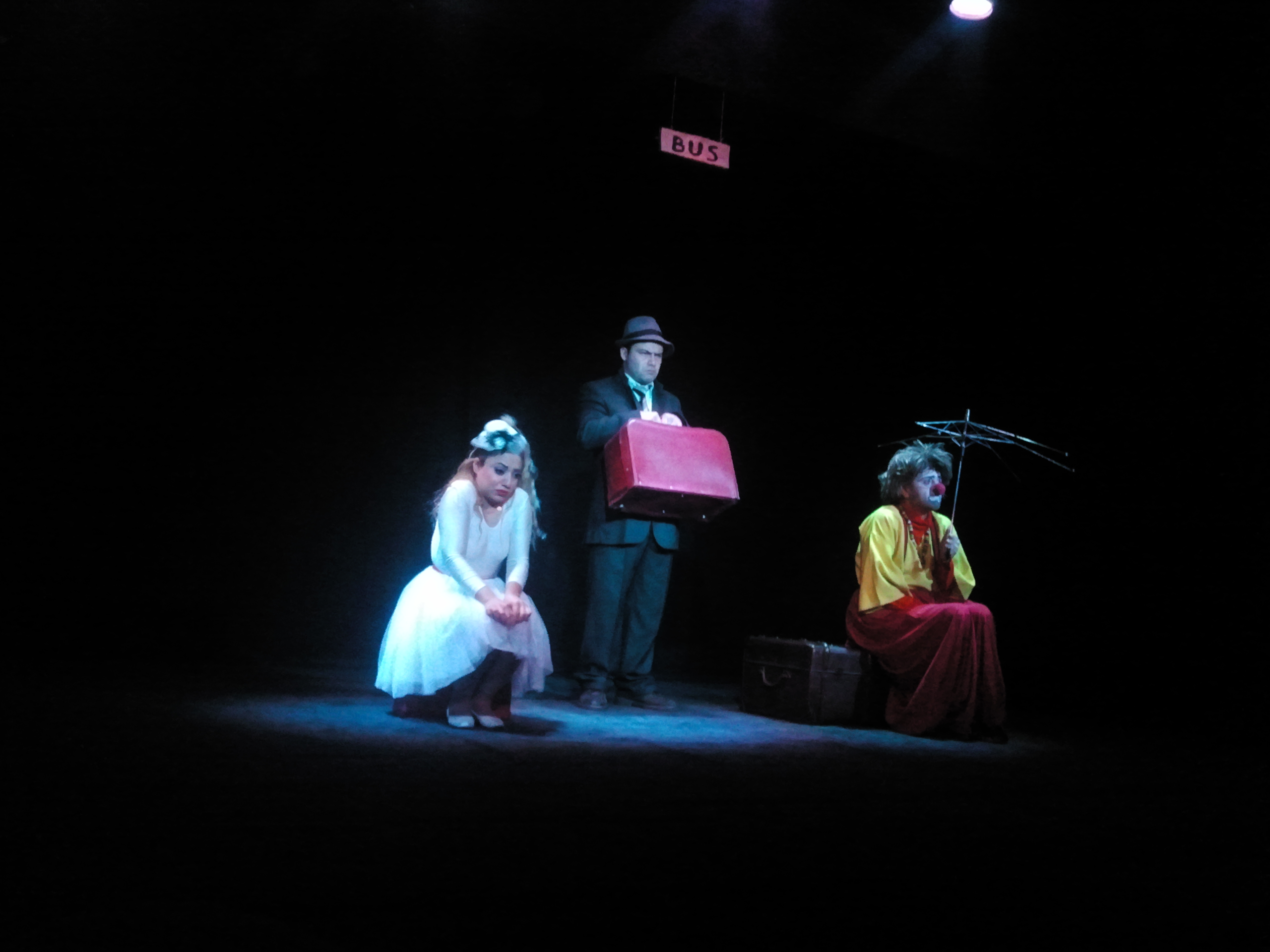
Степняк.Режиссер: Бахруз Вагифоглу